# Комбайн (Техас)
Комбайн (англ. Combine) — місто (англ. city) в США, в округах Кофман і Даллас штату Техас. Населення — 2245 осіб (2020).

## Географія
Комбайн розташований за координатами 32°35′24″ пн. ш. 96°31′2″ зх. д. / 32.59000° пн. ш. 96.51722° зх. д. (32.590083, -96.517197).  За даними Бюро перепису населення США в 2010 році місто мало площу 18,07 км², з яких 17,32 км² — суходіл та 0,75 км² — водойми.

## Демографія
Згідно з переписом 2010 року, у місті мешкали 1942 особи в 674 домогосподарствах у складі 552 родин. Густота населення становила 107 осіб/км².  Було 712 помешкання (39/км²).
Расовий склад населення:
| - 91,6 % — білих - 0,9 % — корінних американців - 0,9 % — чорних або афроамериканців - 0,3 % — азіатів - 0,1 % — вихідців з тихоокеанських островів - 4,9 % — осіб інших рас |

До двох чи більше рас належало 1,4 %. Частка іспаномовних становила 11,2 % від усіх жителів.
За віковим діапазоном населення розподілялося таким чином: 23,3 % — особи молодші 18 років, 64,8 % — особи у віці 18—64 років, 11,9 % — особи у віці 65 років та старші. Медіана віку мешканця становила 42,3 року. На 100 осіб жіночої статі у місті припадало 105,1 чоловіків;  на 100 жінок у віці від 18 років та старших — 105,9 чоловіків також старших 18 років.
Середній дохід на одне домашнє господарство  становив 84 641 долар США (медіана — 68 224), а середній дохід на одну сім'ю — 87 328 доларів (медіана — 72 778). Медіана доходів становила 44 940 доларів для чоловіків та 50 481 долар для жінок. За межею бідності перебувало 16,2 % осіб, у тому числі 31,2 % дітей у віці до 18 років та 8,6 % осіб у віці 65 років та старших.
Цивільне працевлаштоване населення становило 1059 осіб. Основні галузі зайнятості: будівництво — 19,5 %, освіта, охорона здоров'я та соціальна допомога — 18,5 %, роздрібна торгівля — 12,3 %, оптова торгівля — 10,7 %.